# Xilin Gol (vattendrag i Kina)
Xilin Gol (kinesiska: Xilin Gaole) är ett vattendrag i Kina. Det ligger i den autonoma regionen Inre Mongoliet, i den norra delen av landet, omkring 500 kilometer nordost om regionhuvudstaden Hohhot.
Genomsnittlig årsnederbörd är 445 millimeter. Den regnigaste månaden är juli, med i genomsnitt 112 mm nederbörd, och den torraste är januari, med 4 mm nederbörd.